# Premiile Leul Ceh pentru cel mai bun regizor
Premiile Leul Ceh pentru cel mai bun regizor sunt acordate anual, din 1993, pentru cel mai bun regizor ceh al anului. Juriul este format din membri ai Academiei Cehe de Film și Televiziune (ČFTA).
Până în 2019, trei regizori au primit de trei ori acest premiu: Jan Svěrák, Petr Zelenka și Jan Hřebejk.

## Câștigători
| An   | Regizor               | Titlul filmului (internațional) | Titlul filmului (original)       |
| ---- | --------------------- | ------------------------------- | -------------------------------- |
| 1993 | Jan Hřebejk (1)       | Big Beat                        | Šakalí léta                      |
| 1994 | Milan Šteindler (1)   | Thanks for Every New Morning    | Díky za každé nové ráno          |
| 1995 | Martin Šulík (1)      | The Garden                      | Záhrada                          |
| 1996 | Jan Svěrák (1)        | Kolya                           | Kolja                            |
| 1997 | Petr Zelenka (1)      | Buttoners                       | Knoflíkáři                       |
| 1998 | Vladimír Michálek (1) | Sekal Has to Die                | Je třeba zabít Sekala            |
| 1999 | Saša Gedeon (1)       | Idiot Returns                   | Návrat idiota                    |
| 2000 | Jan Hřebejk (2)       | Divided We Fall                 | Musíme si pomáhat                |
| 2001 | Jan Svěrák (2)        | Dark Blue World                 | Tmavomodrý svět                  |
| 2002 | Petr Zelenka (2)      | Year of the Devil               | Rok ďábla                        |
| 2003 | Vladimír Morávek (1)  | Boredom in Brno                 | Nuda v Brně                      |
| 2004 | Jan Hřebejk (3)       | Up and Down                     | Horem pádem                      |
| 2005 | Bohdan Sláma (1)      | Something Like Happiness        | Štěstí                           |
| 2006 | Jiří Menzel (1)       | I Served the King of England    | Obsluhoval jsem anglického krále |
| 2007 | Jan Svěrák (3)        | Empties                         | Vratné lahve                     |
| 2008 | Petr Zelenka (3)      | The Karamazovs                  | Karamazovi                       |
| 2009 | Marek Najbrt (1)      | Protector                       | Protektor                        |
| 2010 | Radim Špaček (1)      | Walking Too Fast                | Pouta                            |
| 2011 | Zdeněk Jiráský (1)    | Flower Buds                     | Poupata                          |
| 2012 | David Ondříček (1)    | In the Shadow                   | Ve stínu                         |
| 2013 | Agnieszka Holland (1) | Burning Bush                    | Hořící keř                       |
| 2014 | Petr Václav (1)       | The Way Out                     | Cesta ven                        |
| 2015 | Jan Prušinovský (1)   | The Snake Brothers              | Kobry a užovky                   |
| 2016 | Julius Ševčík (1)     | A Prominent Patient             | Masaryk                          |
| 2017 | Bohdan Sláma (2)      | Ice Mother                      | Bába z ledu                      |
| 2018 | Olmo Omerzu (1)       | Winter Flies                    | Všechno bude                     |
| 2019 | Václav Marhoul (1)    | The Painted Bird                | Nabarvené ptáče                  |

## Legături externe
- http://www.filmovaakademie.cz Site-ul oficial